# Last Ground
Last Ground is een compositie van de Deen Pelle Gudmundsen-Holmgreen.
Pelle bracht regelmatig tijd door op het eiland Samsø. Die omgeving inspireerde hem mede tot het schrijven van muziek, waarin zeegeluiden een belangrijke rol spelen. De componist staat daarbij bekend om zijn zwarte humor en af en toe donkere kijk op het leven. Dat geheel wordt de laatste jaren ondersteund door het de opwarming van de Aarde, dat naast gevolgen voor Nederland ook gevolgen heeft voor andere laagliggende landen, zoals Denemarken. Tevens liet de componist in dit werk zijn mening horen omtrent de nietigheid van de mensheid.
Het werk begint met twee minuten lang de geluiden van een wilde oceaan, aan het eind waarvan het gekrijs van zeemeeuwen te horen zijn. Langzaam gaat de deining van oceaan over in de deinende muziek van het strijkkwartet, maar het gevoel van water laat je niet los. Ook gedurende de muziek van het strijkkwartet zijn af en toe zeevogels te horen. De muziek van het strijkkwartet lijkt vaste voet in aarde te krijgen, maar uiteindelijk wordt alles weer weggewassen door de wilde oceaan.
De titel Last Ground is voor tweeërlei uitleg vatbaar. Het kan gaan over het laatste stukje grond dat boven de zeespiegel uitkomt. De andere betekenis zit in muziekslang; “Ground” staat voor steeds herhaalde akkoorden in de basstem van de muziek, ongeveer gelijk aan een passacaglia en chaconne. De muziek die het ensemble speelt wiegt dan ook.
De eerste uitvoering werd gegeven door het Kronos Quartet in Kopenhagen op 15 november 2007.

## Instrumentatie
- magneetband
- 2 violen, altviool, cello

## Discografie
- Uitgave Dacapo: Kronos Quartet in 2007.